# Calamba
Calamba é uma cidade de primeira classe de renda da cidade na província Laguna, nas Filipinas. De acordo com o censo de 1 maio  de  2020 possui uma população de 539 671 pessoas e 151 604 domicílios.